# Gränsö kanal (ort)
Gränsö kanal är en bebyggelse i Loftahammars socken i Västerviks kommun. Den ligger strax öster om själva kanalen Gränsö kanal. 2005 och 2010 klassade SCB bebyggelsen som en småort för att från 2015 klassa den som en del av tätorten Västervik.